# الیویا، استوریاس
الیویا، استوریاس (به اسپانیایی: Alevia, Asturias) یک منطقهٔ مسکونی در اسپانیا است که در آستوریاس واقع شده‌است.

## خصوصیات
الیویا ۶۰ نفر جمعیت دارد.